# Габель Василь Михайлович
Габель Василь Михайлович (1913— після 1985) — радянський військовик, учасник Другої Світової війни. Після війни займався педагогічною діяльністю, був директором школи.

## Біографія
Василь Габель народився у 1913 році у селі Васильківка (Чалов) Оратівського району Вінницької області. За національністю українець. Після отримання вищої освіти, працював вчителем української мови у Новомиколаївській школі Нововасилівського району Запорізької області.
Був призваний до лав Червоної армії 22 червня 1941 року Нововасилівським РВК. Брав участь в обороні Сталінграду стрільцем 3-го мотострілецького батальйону 5-ї гвардійської окремої мотострілецької бригади.
Пізніше, вже як навідник, брав участь в боях в районі хутора Золотовського Мілютінського району. 31 грудня 1942 року точним наведенням міномета вивів з ладу ворожу самохідну артилерійську установку і розсіяв до взводу супротивника. 2 січня 1943 року, у боях поблизу села Скосверська, Скосверського району Ростовської області, прямим наведенням з трьох мінометів вивів з ладу вороже кулеметне гніздо.
По закінченню Німецько-радянської війни, брав участь у Радянсько-японській війні. У повоєнні роки працював директором школи у селі Благовіщенка Кам'янсько-Дніпровського району Запорізької області. Нагороджений відзнакою «Відмінник народної освіти УРСР».
У 1985 році був нагороджений Орденом Вітчизняної війни 2 ступеня в честь 40-ї річниці Перемоги радянського народу у Великій Вітчизняній війні.

## Нагороди
- Орден Вітчизняної війни II ступеня (1985)
- Медаль «За оборону Сталінграда» (22.12.1942, номер посвідчення 25024)
- Медаль «За відвагу» (30.04.1943)
- Медаль «За перемогу над Німеччиною у Великій Вітчизняній війні 1941—1945 рр.» (09.05.1945)
- Медаль «За перемогу над Японією»[4]